# Grayson (Kentucky)
Grayson es una ciudad situada en el condado de Carter, Kentucky, Estados Unidos. Tiene una población estimada, a mediados de 2022, de 3820 habitantes.
Es la sede del condado.

## Geografía
La localidad está ubicada en las coordenadas 38°20′02″N 82°56′09″O / 38.33389, -82.93583 (38.333895, -82.935811). Según la Oficina del Censo, tiene una superficie total de 7.35 km², de los cuales 7.19 km² corresponden a tierra firme y 0.14 km² están cubiertos de agua.

## Demografía
Según el censo de 2020, en ese momento había 3834 personas residiendo en la localidad. La densidad de población era de 533.24 hab./km². El 90.0% de los habitantes eran blancos, el 4.6% eran afroamericanos, el 0.4% eran amerindios, el 0.7% eran asiáticos, el 0.9% eran de otras razas y el 3.4% eran de una mezcla de razas. Del total de la población, el 2.30% eran hispanos o latinos de cualquier raza.